# Cambremer
Cambremer és un municipi francès situat al departament de Calvados i a la regió de Normandia. L'any 2007 tenia 1.086 habitants.

## Demografia

### Població
El 2007 la població de fet de Cambremer era de 1.086 persones. Hi havia 440 famílies de les quals 142 eren unipersonals (67 homes vivint sols i 75 dones vivint soles), 135 parelles sense fills, 143 parelles amb fills i 20 famílies monoparentals amb fills.
La població ha evolucionat segons el següent gràfic:
Habitants censats

### Habitatges
El 2007 hi havia 619 habitatges, 445 eren l'habitatge principal de la família, 139 eren segones residències i 35 estaven desocupats. 577 eren cases i 40 eren apartaments. Dels 445 habitatges principals, 327 estaven ocupats pels seus propietaris, 99 estaven llogats i ocupats pels llogaters i 19 estaven cedits a títol gratuït; 5 tenien una cambra, 22 en tenien dues, 55 en tenien tres, 103 en tenien quatre i 260 en tenien cinc o més. 335 habitatges disposaven pel capbaix d'una plaça de pàrquing. A 227 habitatges hi havia un automòbil i a 185 n'hi havia dos o més.

### Piràmide de població
La piràmide de població per edats i sexe el 2009 era:
| Homes | Edats   | Dones |
| ----- | ------- | ----- |
| 4     | 95 o +  | 8     |
| 0     | 90 a 94 | 8     |
| 12    | 85 a 89 | 8     |
| 8     | 80 a 84 | 20    |
| 16    | 75 a 79 | 28    |
| 28    | 70 a 74 | 48    |
| 32    | 65 a 69 | 20    |
| 32    | 60 a 64 | 28    |
| 36    | 55 a 59 | 24    |
| 20    | 50 a 54 | 32    |
| 28    | 45 a 49 | 32    |
| 28    | 40 a 44 | 44    |
| 48    | 35 a 39 | 48    |
| 28    | 30 a 34 | 36    |
| 32    | 25 a 29 | 20    |
| 36    | 20 a 24 | 16    |
| 32    | 15 a 19 | 40    |
| 24    | 10 a 14 | 44    |
| 60    | 5 a 9   | 36    |
| 28    | 0 a 4   | 20    |

## Economia
El 2007 la població en edat de treballar era de 637 persones, 475 eren actives i 162 eren inactives. De les 475 persones actives 441 estaven ocupades (243 homes i 198 dones) i 34 estaven aturades (11 homes i 23 dones). De les 162 persones inactives 71 estaven jubilades, 58 estaven estudiant i 33 estaven classificades com a «altres inactius».

### Ingressos
El 2009 a Cambremer hi havia 469 unitats fiscals que integraven 1.159 persones, la mediana anual d'ingressos fiscals per persona era de 16.830,5 €.

### Activitats econòmiques
Dels 86 establiments que hi havia el 2007, 3 eren d'empreses alimentàries, 2 d'empreses de fabricació d'altres productes industrials, 16 d'empreses de construcció, 20 d'empreses de comerç i reparació d'automòbils, 7 d'empreses de transport, 5 d'empreses d'hostatgeria i restauració, 2 d'empreses d'informació i comunicació, 4 d'empreses financeres, 4 d'empreses immobiliàries, 8 d'empreses de serveis, 11 d'entitats de l'administració pública i 4 d'empreses classificades com a «altres activitats de serveis».
Dels 26 establiments de servei als particulars que hi havia el 2009, 1 era una oficina d'administració d'Hisenda pública, 1 gendarmeria, 1 oficina de correu, 3 oficines bancàries, 1 taller de reparació d'automòbils i de material agrícola, 2 paletes, 2 guixaires pintors, 1 fusteria, 6 lampisteries, 1 empresa de construcció, 1 perruqueria, 5 restaurants i 1 agència immobiliària.
Dels 11 establiments comercials que hi havia el 2009, 2 eren botiges de menys de 120 m², 2 fleques, 1 una fleca, 2 botigues d'equipament de la llar, 1 una botiga d'electrodomèstics, 1 una botiga de material de revestiment de parets i terra i 2 floristeries.
L'any 2000 a Cambremer hi havia 53 explotacions agrícoles que ocupaven un total de 1.496 hectàrees.

## Equipaments sanitaris i escolars
L'únic equipament sanitari que hi havia el 2009 era una farmàcia.
El 2009 hi havia una escola elemental.

## Poblacions més properes
El següent diagrama mostra les poblacions més properes.